# 1893 en sport
Cet article présente les faits marquants de l'année 1893 en sport.

## Athlétisme
- 18e édition du championnat britannique de cross-country à Redditch. Herbert Heath s’impose en individuel ; Essex Beagles enlève le titre par équipe.
- 14e édition des championnats AAA d'athlétisme de Grande-Bretagne :
  - Charles Bradley remporte le 100 yards.
  - Edgar Bredin le 440 yards et le 880 yards
  - Fred Bacon le mile
  - Charles Pearce le 4 miles
  - Sid Thomas le 10 miles.
  - George Martin le steeplechase.
  - Godfrey Shaw le 120 yards haies.
  - L’Irlandais James Ryan le saut en hauteur (1,89 m)
  - Richard Dickinson le saut à la perche (3,40 m).
  - L’Irlandais Tom Donovan le saut en longueur (6,68 m).
  - L’Irlandais Denis Horgan le lancer du poids (13,03 m).
  - L’Irlandais Denis Carey le lancer du marteau (37,20 m).
  - Harry Curtis le 7 miles marche.
- 18e édition des championnats d'athlétisme des États-Unis :
  - Charles Stage remporte le 100 yards et le 200 yards.
  - Edward Allen le 440 yards.
  - Theodore Turner le 880 yards.
  - Le Canadien George Orton le mile et le 2 miles steeple.
  - William Day le 4 miles.
  - Eddie Carter le 6 miles sur route.
  - Frédérik Puffer le 120 yards haies et le 220 yards haies.
  - Moke Sweeney le saut en hauteur (1,80 m).
  - Christian Buccholz le saut à la perche (3,20 m).
  - Charles Reber le saut en longueur (7,12 m).
  - Le Canadien George Gray le lancer du poids (14,32 m).
  - L’Irlandais James Mitchell le lancer du marteau (41,04 m).
- 9/11 novembre, première édition des championnats d’athlétisme d’Australie (Cricket Ground, Melbourne) :
  - Bill McPherson remporte le 100 yards, le 220 yards et le 440 yards.
  - Ken McCrae le 880 yards
  - Edwin Flack le mile
  - Charles Herbet le 3 miles
  - Harry Davis le 120 yards haies
  - Le Néo-Zélandais Davis Matson le 220 yards haies
  - Bullock le mile marche.
  - Alf Barrett le 3 miles marche.
  - W Cole le saut en hauteur (1,74 m) et le saut en longueur (5,92 m).
  - J Gleeson le saut à la perche (3,01 m).
  - Le Néo-Zélandais Tim O’Connor le lancer de poids (11,70 m) et le lancer du marteau (26,42 m).

## Badminton
- Fondation en Angleterre de la Badminton Association.

## Baseball
- 30 septembre : 18e édition aux États-Unis du championnat de baseball de la Ligue nationale. Les Boston Beaneaters s’imposent avec 86 victoires et 43 défaites.

## Basket-ball
- 27 décembre : premières parties de basket-ball à Paris. D’inspiration chrétienne, il est logique de voir ce jeu introduit en France par l’Union chrétienne des jeunes gens. Le premier match de basket sur le sol français a d’ailleurs lieu au siège de cette association protestante.

## Cricket
- 17/19 juillet : premier des trois test matches de la tournée anglaise de l’équipe australienne de cricket. Match nul entre l’Angleterre et l’Australie.
- Le Yorkshire (12 victoires, 3 nuls et 1 défaite) remporte le championnat britannique de cricket par Comté.
- 14/16 août : 2e des trois test matches de la tournée anglaise de l’équipe australienne de cricket. L’Angleterre bat l’Australie par 43 runs.
- 24/26 août : 3e des trois test matches de la tournée anglaise de l’équipe australienne de cricket. Match nul entre l’Australie et l’Angleterre.
- Victoria gagne le championnat australien, le Sheffield Shield.

## Cyclisme
- Edouard Wicky est champion de Suisse de cyclisme (course en ligne).
- 11 mai : le Français Henri Desgrange établit à 35,235 km le record de l’heure. Ce record cycliste a pour cadre le Vélodrome Buffalo à Paris.
- 17 mai : inauguration du vélodrome de la Haubette à Reims-Tinqueux
- 26/27 mai : 3e édition de la course cycliste Bordeaux-Paris. Le Français Louis Cottereau s’impose.
- 28 mai : 2e édition de la course cycliste Liège-Bastogne-Liège. Le Belge Léon Houa s’impose.
- Première édition des championnats du monde amateurs de cyclisme sur piste à Chicago avec deux épreuves : l’Américain Zimmermann remporte le sprint et Meintjes le 100KM avec derby.
- Inauguration du Vélodrome de la Seine à Levallois.
- Première édition de la course cycliste Paris-Bruxelles. André s’impose.
- Première édition de la course cycliste Vienne-Berlin.
- Première des deux éditions de la course cycliste hollandaise Maastricht-Nimègue-Maastricht.
- Première édition de la course cycliste espagnole Bilbao-Balmaseda-Bilbao.
- Première édition de la course cycliste Bilbao-Saint-Sébastien.
- 11e édition de la course cycliste suisse : le tour du Lac Léman. Arnold Bozino s’impose.

## Escrime
- 15 janvier : premier tournoi d’escrime moderne à Paris. Demouchy, officier de cavalerie, s’impose.

## Football
- 13 mars : à Stoke-on-Trent, l’Angleterre bat le Pays de Galles 6-0.
- 26 mars : finale de la 22e FA Challenge Cup (183 inscrits). Wolverhampton Wanderers FC 1, Everton 0. 45 000 spectateurs à Fallowdield.
- 1er avril : à Bécon, une sélection parisienne Standard A.C. / White-Rovers s’incline 0-3 face aux Anglais de Marylebone.
- 1er avril : à Richmond, l'Angleterre bat l’Écosse : 5-2.
- AB remporte le championnat de Copenhague de football.
- 15 avril : Sunderland AFC (22 victoires, 4 nuls et 4 défaites) conserve son titre de champion d’Angleterre de football.
- Celtic FC est champion d’Écosse.
- Fondation à Mulhouse du FC Mulhouse.
- 3 juillet : fondation en Allemagne du Sud de la Süddeutschen Fussball Union.
- Lomas Athletic Club (7 victoires et 1 nul) est champion d’Argentine.
- 2 septembre : le club de football londonien de Woolwich Arsenal fait ses débuts en Division 2 de la Football League ; c’est un match nul 2-2 à domicile face à Newcastle. Arsenal est le premier club du Sud du pays à rejoindre ce championnat initié par les clubs du Nord et du Centre du royaume.
- 9 septembre : fondation du club omnisports allemand du VfB Stuttgart.

## Football australien
- Essendon remporte le championnat de Football Australien de l’État de Victoria en restant invaincu (16 victoires et 2 nuls). South Adelaide champion de South Australia. East Sydney champion de NSW. Fremantle champion du Western.

## Football gaélique
- 28 février : finale du 5e championnat d’Irlande de Football gaélique : Dublin bat Kerry.

## Golf
- 18 juillet : ouverture du premier parcours de golf de 18 trous aux É.-U. : Wheaton, Illinois.
- William Auchterlonie remporte l'Open britannique à Prestwick.

## Hockey sur glace
- Le Montreal Amateur Athletic Association remporte la Coupe Stanley de hockey sur glace.

## Hurling
- 26 mars, finale du 5e championnat d’Irlande de Hurling : Cork bat Dublin.

## Joute nautique
- J. Miramond (dit lou jouine) remporte le Grand Prix de la Saint-Louis à Cette.

## Patinage sur glace
- 13/14 janvier : championnats du Monde de patinage de vitesse à Amsterdam.
- 21/22 janvier : championnats d’Europe de patinage de vitesse à Berlin.

## Rugby à XV
- 7 janvier : le Pays de Galles bat l’Angleterre à Cardiff.
- 4 février : l’Angleterre bat l’Irlande à Dublin.
- 4 mars : l’Écosse bat l’Angleterre à Leeds.
- 19 mai : finale du championnat de France (USFSA) de Rugby. Le Stade français s’impose face au Racing club de France 7 à 3.
- Premier match de rugby joué à Toulouse.
- Le Yorkshire est champion d’Angleterre des comtés.
- 20 septembre : vote douteux repoussant le professionnalisme lors de l’assemblée générale de la Rugby Football Association. De nombreux votants venus du Nord du pays n’ont pas pu exercer leur droit de vote, et il apparaît clairement que ces nordistes auraient nettement fait pencher la balance en faveur d’une adoption du professionnalisme…
- La Western Province gagne le championnat sud-africain, la Currie Cup.

## Sport hippique
- É.-U. : Lookout gagne le Kentucky Derby.
- Angleterre : Isinglass gagne le Derby.
- Angleterre : Cloister gagne le Grand National.
- Irlande : Bowline gagne le Derby d'Irlande.
- France : Ragotsky gagne le Prix du Jockey Club.
- France : Praline gagne le Prix de Diane.
- Australie : Tarcoola gagne la Melbourne Cup.

## Tennis
- 3e édition du championnat de France : le Français Laurent Riboulet s’impose en simple hommes.
- 17e édition du Tournoi de Wimbledon :
  - L’Anglais Joshua Pim s’impose en simple hommes.
  - L’Anglaise Lottie Dod en simple femmes.
- 13e édition du championnat des États-Unis :
  - L’Américain Robert Wrenn s’impose en simple hommes.
  - L’Américaine Aline Terry s’impose en simple femmes.

## Voile
- William Hansen sur Vigilant remporte la Coupe de l'America.

## Naissances
- 2 janvier : Félix Sellier, coureur cycliste belge. († 16 avril 1965).
- 10 février : Bill Tilden, joueur de tennis américain. († 5 juin 1953).
- 9 avril : Aimé Cassayet, joueur français de rugby à XV. († 26 mai 1927).
- 21 mai : Arthur Carr, joueur de cricket anglais. († 7 février 1963).
- 12 juillet : Ernest Cadine, haltérophile français, champion olympique dans la catégorie des mi-lourds, aux Jeux d'Anvers en 1920. († 28 mai 1978).
- 15 août : Eugène Criqui, boxeur français. († 7 mars 1977).
- 5 novembre : Raymond Dubly, international de football français de 1913 à 1925. († 7 septembre 1988).